# Dula Cay
Dula Cay är en ö i Belize.   Den ligger i distriktet Corozal, i den nordöstra delen av landet, 130 km nordost om huvudstaden Belmopan.
I omgivningarna runt Dula Cay växer i huvudsak städsegrön lövskog. Runt Dula Cay är det glesbefolkat, med 18 invånare per kvadratkilometer.